# Endeolophos spinosus
Endeolophos spinosus is een rondwormensoort uit de familie van de Chromadoridae.